# Cylindrepomus javanicus
Cylindrepomus javanicus là một loài bọ cánh cứng trong họ Cerambycidae.